# Ferenc Pákozdy
Ferenc Pákozdy (ur. 16 lutego 1903 w Monachium, zm. 1992) – węgierski poeta, językoznawca, tłumacz polskiej literatury.

## Życiorys
Pracował w wydawnictwie Europa jako redaktor działu polskiego. Przetłumaczył na język węgierski dramat „Mazepa” Juliusza Słowackiego (w 1960), „Słowo o Jakubie Szeli” Bruno Jasieńskiego (w 1962), „Dziady” Adama Mickiewicza (w 1963), a także twórczość poetycką Konstantego Ildefonsa Gałczyńskiego. W 1959 opracował i wydał zbiór pieśni polskich. Zajmował się również twórczością m.in. Marii Konopnickiej, Juliana Tuwima, Władysława Broniewskiego, Leopolda Staffa, Jana Kasprowicza.